# Џо ван Флит
Џо ван Флит (енгл. Jo Van Fleet) је била америчка глумица, рођена 29. децембра 1915. године у Оукланду, а преминула 10. јуна 1996. године у Њујорку.